# 山泉和子
山泉 和子（やまいずみ かずこ、1935年1月17日 - 2024年8月27日）（現姓名・伊藤和子）は、大阪府生まれの卓球選手。日本卓球界の黄金期を支えた女子選手の一人で、2010年にはその功績を称えられ世界卓球殿堂入りを果たした。
孫の池田和正（明治大学出身）も卓球選手。

## 経歴
疎開で愛媛県北宇和郡津島町（現宇和島市）に移住。1946年に卓球を始めた。愛媛県立津島高等学校を経て大阪樟蔭女子大学へ進学。大学卒業後は東洋レーヨンに入社した。世界卓球選手権に6回出場し、1959年に女子ダブルスで優勝、1963年に混合ダブルスで優勝、女子団体では3度優勝している。
1960年の全日本卓球選手権では女子シングルス、ダブルス、混合ダブルスで優勝、女子選手として初の三冠王となった。
また、2002年には全日本卓球選手権で、当時前人未到であった100勝を達成し、2010年には長年に亘る功績を讃えられ国際卓球連盟より世界卓球殿堂入りを認められた。
その後は母校である大阪樟蔭女子大学と日本卓球リーグ実業団連盟加盟のエクセディで監督を務めていた。
2024年8月27日死去。89歳没（享年90歳）。

## 主な戦績
- 1956年 世界卓球選手権 女子シングルスベスト32、女子ダブルスベスト16、混合ダブルスベスト16
- 1957年 全日本卓球選手権 女子シングルス・女子ダブルス優勝
- 1958年 アジア競技大会 女子シングルス2位、女子ダブルス優勝、混合ダブルス2位、女子団体優勝
- 1959年 世界卓球選手権 女子シングルスベスト32、女子ダブルス優勝、混合ダブルスベスト16、女子団体優勝
- 1959年 全日本卓球選手権 混合ダブルス優勝
- 1960年 アジア選手権 女子シングルス・女子ダブルス・女子団体優勝、混合ダブルス2位、
- 1960年 全日本卓球選手権 女子シングルス・女子ダブルス・混合ダブルス優勝（3冠）[1]
- 1961年 世界卓球選手権 女子シングルスベスト32、女子ダブルスベスト8、混合ダブルスベスト16、女子団体優勝
- 1961年 全日本卓球選手権 混合ダブルス優勝
- 1962年 アジア競技大会 女子シングルス2位、女子ダブルス3位、混合ダブルス2位、女子団体優勝
- 1963年 世界卓球選手権 混合ダブルス優勝、女子団体優勝
- 1963年 アジア選手権 混合ダブルス・女子団体優勝
- 1969年 世界卓球選手権 女子シングルスベスト16、女子ダブルスベスト16、混合ダブルスベスト8
- 1971年 世界卓球選手権 女子シングルスベスト32、女子ダブルスベスト16、混合ダブルスベスト32
- 1972年 全日本社会人卓球選手権 女子シングルス優勝[1]
- 1975年 全日本社会人卓球選手権 女子シングルス優勝
- 1996年 世界ベテラン卓球選手権大会 60代の部 女子シングルス・女子ダブルス優勝[1]
- 2002年 全日本卓球選手権 女子シングルス通算100勝を達成[1]。

## 関連図書
- 『卓球入門』伊藤和子・伊藤博之共著 梧桐書院 1977年
- 『スポーツ人名事典 増補改訂版』日外アソシエーツ株式会社 1995年

## テレビ番組
- 心ゆさぶれ!先輩ROCK YOU（2010年11月27日、日本テレビ）[4]
  - 10歳からラケットを握り、選手としてのピークを過ぎてなお卓球に打ち込み続け、ついに全日本卓球選手権で史上初のシングルス100勝を67歳で達成するまでの過程を、再現VTRを交えて紹介。